# Iris Zschokke
Iris Zschokke-Gränacher (geboren am 21. Juni 1933 als Iris Gränacher in Basel) ist eine Schweizer Physikerin. Sie war die erste Physikprofessorin an der Universität Basel.

## Leben
Iris Zschokke wurde 1933 in Basel geboren und wuchs in Riehen auf. Sie studierte Physik, Mathematik und Astronomie an den Universitäten Basel und Genf. Im Jahr 1960 promovierte sie in Basel bei Paul Huber in Experimentalphysik. 1974 übernahm sie als erste Frau eine Physikprofessur an der Universität Basel und stand bis 1996 dem Lehrstuhl für angewandte Physik vor. Ihre Forschung beschäftigte sich mit organischen Halbleitern, nichtlinearer Optik, elektrischen und optischen Eigenschaften von Molekülkristallen und festen Lösungen. Sie veröffentlichte ungefähr 100 Beiträge in Fachzeitschriften. Von 1977 bis 1979 war sie Vizepräsidentin und von 1979 bis 1981 Präsidentin der Schweizerischen Physikalischen Gesellschaft. Von 1997 bis 2002 war sie Mitglied des ETH-Rats, von 1988 bis 1992 Präsidentin der «Koordinationskommission für Universitätsfragen» des Erziehungsdepartements des Kantons Basel-Stadt, von 1993 bis 1996 Präsidentin der Abteilung IV für Nationale Forschungsprogramme (NFP)/Schwerpunktprogramme (SPP, heute «Nationale Forschungsschwerpunkte») des Schweizerischen Nationalfonds sowie von 2000 bis 2003 Präsidentin der PRODEX-Programmkommission der Eidgenössischen Kommission für Weltraumfragen. Zschokke war von 1965 bis zu seinem Tod 2015 mit Andres Hanspeter Zschokke verheiratet.

## Auszeichnungen
- 1995: Wissenschaftspreis des Kantons Basel-Stadt
- 1999: Ehrenmitglied der Akademie der Naturwissenschaften Schweiz